# کریستیان سالوادور
کریستیان سالوادور (انگلیسی: Cristian Salvador؛ زادهٔ ۲۰ نوامبر ۱۹۹۴) بازیکن فوتبال اهل اسپانیا است.
از باشگاه‌هایی که در آن بازی کرده‌است می‌توان به باشگاه فوتبال اسپورتینگ خیخون و باشگاه فوتبال زامورا اشاره کرد.